# 关东军司令官官邸

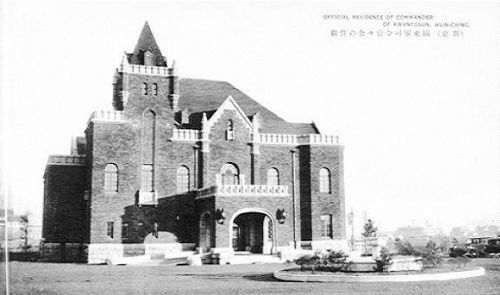
关东军司令官官邸

关东军司令官官邸（长春）位于满洲国首都新京市新发路（今长春市新发路1169号），日本关东军司令部大楼（今中国共产党吉林省委员会机关办公楼）的西面100余米处，由主楼及卫队营房等附属建筑组成，为关东军司令部的配套工程。官邸主楼是一座掩映在园林中的仿德国城堡式二层建筑，钢筋混凝土结构，建筑面积3249平方米，于1933年始建，1934年落成。主楼立面采用颜色深浅不一的褐色面砖，色彩斑驳陆离，白色檐口上方覆黑色铜瓦，整体上给人古色古香之感。官邸内的装饰极为富丽堂皇，一楼为活动之所，设有会客厅及台球室等接待及娱乐设施；二楼用日本风格加以装饰，为司令官及其家属的居住区域。该官邸落成后，先后有菱刈隆、南次郎、植田谦吉、梅津美治郎、山田乙三五位日本关东军司令官居住于此。1945年光复后，这里改为国民革命军新一军司令长官官邸；1948年由长春市中苏友好协会使用；1953年改为中共长春市委招待所；1956年变为只接待中央领导的中共吉林省委1号招待所；1985年改为松苑宾馆。官邸旧址已被定为长春市级文物保护单位。
此官邸接待或住宿过的名人也有很多：满洲国时期有溥仪、张景惠、汪精卫、东条英机等；1949年以后，在此住宿过的中华人民共和国中央领导有毛泽东、周恩来、邓小平、叶剑英、朱德、林彪等，十大元帅只有彭德怀没住过。外宾接待过印度尼西亚总统苏加诺。
官邸四周有高墙护卫，院内地势起伏，林木葱郁，溪水潺潺，实乃闹市中的幽静之所。